# قبضة نجم الشمال : أسطورة المنقذ نهاية القرن
قبضة نجم الشمال: أسطورة المنقذ نهاية القرن (باليابانية: 劇場版 世紀末救世主伝説 北斗の拳) (بالإنجليزية: Fist of the North Star: Legend of the Century's End Savior)‏ ، هو فيلم أنميشن ياباني أنتج سنة 1986م من قبل شركة توي أنيميشن اليابانية، ويعد الفيلم الكامل لقصة مختصرة عن حياة شخصية بطل قبضة نجم الشمال كينشيرو.

## قصة مختصرة
بعد أن تعرض كوكب الأرض للضربة النووية، أنعدم الحياة فيها، وأنتشر فيها ظاهرة التصحر بحيث ينشر فيه قطاع الطرق للاعتداء على الضعفاء، يبدأ الفيلم كينشيرو يسير مع حبيبته يوريا، وتفاجأ بحضور قطاع الطرق التابعين للنظام شين، فبسبب وجود يوريا أصبح الزعماء المقاتلين يقاتلون اخوانهم المنتسبين للمدرسة من أجل يوريا.

## الأداء الصوتي الأصلي
| الشخصية                          | مؤدي الصوت باليابانية | مؤدي الصوت بالإنجليزية |
| -------------------------------- | --------------------- | ---------------------- |
| كينشيرو (كين)                    | أكيرا كاميا           | جون فيكيري             |
| يوريا (جوليا)                    | يوريكو ياماموتو       | ميلدون سبيفيك          |
| ملك القوة راو                    | كينجي أوتسومي         | والي بور               |
| جاغي                             | شيكو أوتسوكا          | دان ورين               |
| شين                              | توشيو فوروكاوا        | مايكل ماكونهي          |
| ري (راي)                         | كانيتو شيوزاوا        | جوروغري سنيغوف         |
| لين                              | توميكو سوزوكي         | هولي سيديل             |
| بات (ينطق باليابانية:باتو)       | ماي سوزوكي            | توني أوليفر            |
| أيري                             | أريسا أندو            | باربرا غودسون          |
| ريوكين                           | جونجي شيبا            | جيف كوري               |
| كيبا دايوه (ملك الأسنان الفتاكة) | تاكيشي واتابي         | جيمس أفيري             |
| نارتور                           | تارو إيشيدا           | جيف كاري               |

## الإصدارات
أصدر الفيلم الأصلي من طرف شركة توي أنيميشن عبر شريط في إتش إس في اليابان بتاريخ 8 مايو 1986م، وفي اليوم 21 من نوفمبر 2008م، أصدرت شركة توي نسخة قرص دي في دي .

## وصلات خارجية
- at Toei Video (باليابانية)
- قبضة نجم الشمال : أسطورة المنقذ نهاية القرن على موقع IMDb (الإنجليزية)
- قبضة نجم الشمال : أسطورة المنقذ نهاية القرن على موقع نتفليكس (الإنجليزية)
- قبضة نجم الشمال : أسطورة المنقذ نهاية القرن على موقع ألو سيني (الفرنسية)
- قبضة نجم الشمال : أسطورة المنقذ نهاية القرن على موقع Turner Classic Movies (الإنجليزية)
- قبضة نجم الشمال : أسطورة المنقذ نهاية القرن على موقع أول موفي (الإنجليزية)
- قبضة نجم الشمال : أسطورة المنقذ نهاية القرن على موقع فيلمافينيتي (الإسبانية)
- قبضة نجم الشمال : أسطورة المنقذ نهاية القرن على موقع قاعدة بيانات الأفلام السويدية (السويدية)
- قبضة نجم الشمال : أسطورة المنقذ نهاية القرن على موقع قاعدة بيانات الفيلم (الإنجليزية)
- قبضة نجم الشمال : أسطورة المنقذ نهاية القرن على موقع ليتربوكسد (الإنجليزية)
- قبضة نجم الشمال : أسطورة المنقذ نهاية القرن على موقع كينوبويسك (الروسية)
- User Reviews at Flixster